# The Train Robbers
The Train Robbers is een Amerikaanse western uit 1973, geregisseerd door Burt Kennedy met in de hoofdrollen John Wayne, Ann-Margret, Rod Taylor, Ben Johnson en Christopher George.

## Verhaal
Na de dood van haar man, wil Mrs. Lowe (Ann-Margret) de spoorwegmaatschappij vertellen waar het geld verstopt zit dat haar man, samen met een groep andere mannen, tijdens een treinoverval stal. Lane (John Wayne) weet haar ervan te overtuigen om het geld op te halen, en het aan de spoorwegen terug te geven, om zo de beloning van $50.000 op te strijken. Lane trommelt een groep oude vrienden op om te helpen bij het ophalen van het geld, in ruil krijgen zij een procent op de beloning, maar ook de overige treinrovers zijn onderweg om de buit van de overval op te halen.

## Cast
| Acteur             | Personage        |
| ------------------ | ---------------- |
| John Wayne         | Lane             |
| Ann-Margret        | Mrs. Lowe        |
| Rod Taylor         | Grady            |
| Ben Johnson        | Jesse            |
| Christopher George | Calhoun          |
| Bobby Vinton       | Ben Young        |
| Jerry Gatlin       | Sam Turner       |
| Ricardo Montalban  | De Pinkerton man |